# Rodrigo Raineri
Rodrigo Raineri (Ibitinga, 9 de maio de 1969 — Guilguite, 4 de julho de 2024) foi um alpinista e empresário brasileiro.

## Biografia
Raineri era formado em engenharia de computação pela Universidade de Campinas, foi empresário, palestrante, consultor e professor de pós-graduação do Senac.
Realizou sua primeira escalada aos 19 anos. Possuía vasta experiência em rocha, gelo e alta montanha, e era considerado um dos montanhistas mais experientes e técnicos do Brasil. Em 2016 tornou-se o único brasileiro a guiar expedições aos 7 Cumes, projeto que abrange escalar as mais altas montanhas de cada continente.
Em 2013 foi o primeiro brasileiro a escalar três vezes com sucesso o monte Everest. Liderou 6 expedições ao Everest, sendo 2 pelo lado norte (Tibet) e 4 pelo lado sul (Nepal). Liderou também 11 expedições ao Aconcágua, chegando ao cume por 6 vezes. 
Formou com Vitor Negrete a única dupla brasileira a escalar a temida Face Sul do Aconcágua, uma das escaladas mais difíceis do mundo, sendo um marco no montanhismo brasileiro. Também com Vitor Negrete escalou o Aconcágua em pleno inverno, com temperaturas abaixo de 30 graus negativos. 
Em 2009 incorporou o parapente nos seus projetos: desceu voando após escalar o Mont Blanc, a maior montanha dos Alpes. 
Ministrava palestras motivacionais, educacionais, culturais e de segurança do trabalho. Ministrava também treinamentos experienciais, tanto em sala quanto fora de sala (outdoor training), relacionando suas expedições com o mundo corporativo. Trabalhava desde 1994 com esportes de aventura.
É autor, com Diogo Schelp, de No Teto do Mundo (que já vendeu mais de 18 000 exemplares), um livro sobre suas expedições, publicado pela editora LeYa e Imagens do Teto do Mundo.

### Morte
Raineri morreu em 5 de julho de 2024, durante um salto de parapente no Paquistão. O montanhista fazia parte de uma expedição de escalada que seguia para o acampamento-base do K2. O parapente teria se rompido no voo.